# ماجراجویی یک عمر
«ماجراجویی یک عمر» (به انگلیسی: Adventure of a Lifetime) تک‌آهنگی از گروه موسیقی آلترنتیو راک کلدپلی است که در ۶ نوامبر ۲۰۱۵ منتشر شد. این تک‌آهنگ در آلبوم یک سر پر از رویا قرار داشت.این آهنگ به عنوان اولین تک آهنگ از آلبوم یک سر پر از رویا منتشر شد. موزیک ویدیو این آهنگ به صورت انمیشین ساخته شده و تمام اعضای گروه به صورت شامپانزه در آن حضور دارند.